# Сент Мајкл-Сидман (Пенсилванија)
Сент Мајкл-Сидман (енгл. St. Michael-Sidman) град је у америчкој савезној држави Пенсилванија.

## Демографија
По попису из 2000. године број становника је 973.
| Група             | 2000.       | 2010.    |
| Белци             | 957 (98,4%) | 0 (0,0%) |
| Афроамериканци    | 2 (0,2%)    | 0 (0,0%) |
| Азијати           | 0 (0,0%)    | 0 (0,0%) |
| Хиспаноамериканци | 6 (0,6%)    | 0 (0,0%) |
| Укупно            | 973         | 0        |